# Werner Seever
Werner Seever (* 10. September 1899 in Abtsbessingen; † 26. Juli 1970 in Hannover) war ein deutscher Verwaltungsjurist.

## Werdegang
Nach Promotion war Seever Geschäftsführer der Heimstätte Sudetenland, Treuhandstelle für Wohnungs- und Kleinsiedlungswesen GmbH in Reichenberg. Nach Kriegsende wurde er Geschäftsführer der Niedersächsischen Heimstätte GmbH.

## Ehrungen
- 1967: Großes Verdienstkreuz der Bundesrepublik Deutschland